# Château de Larguiès
Le château de Larguiès est un château situé dans la commune de Salles-Curan, dans le département de l’Aveyron.

## Description
Une maison forte est mentionnée à la fin du XIVe siècle, la construction du château actuel débute à la fin du XVIe siècle.
C'est un grand logis rectangulaire de trois niveaux, flanqué de deux tourelles rondes aux angles opposés en diagonale, et sur les deux autres angles avec deux échauguettes carrées encorbellées sur consoles à triple ressauts. La tour nord-ouest contenait l'escalier à vis disparu. L'édifice conserve quelques éléments en pierre sculptée: porte d'entrée de la tour nord-ouest, lucarnes des combles et cheminées intérieures.
L'intérieur a dû être, en grande partie, transformé au XIXe siècle.
L'édifice est inscrit au titre des monuments historiques en 1981.

## Localisation
Le château est situé sur un plateau, au nord du bourg de Salles-Curan, près du Lac de Pareloup.

## Historique

### Famille d'Albert de Pollier
- En 1339 Guillaume d'Albert alias Pollier était le seigneur de Larguiès [4] et encore en 1524 aux Aldebert (erreur d'orthographe)[3], en 1555 Antoine Albert de Pollier était le dernier seigneur de Larguiès, à sa mort sa fille Félice et sa descendance conservent Larguiès jusqu'à Bernard-Albert de Gaston de Pollier qui suit.

### Famille Alazard
- Noble Pierre Alazard, rend hommage pour Larguiès[5]. Il a pour fils :
- En 1546, noble François Alazard, d'une famille souvent citée à cette époque dans les archives de Salles-Curan, se qualifiait seigneur de Gaillac et aussi de Larguiès[6]. Il a pour fille :
- Isabeau Alazard, mariée à Salles-Curan avec Jean de Fournols, seigneur d'Artel, fils de Jean, capitaine du château de Calmont d'Olt et de Marie d'Artalh. Ils ont au moins un fils, François, et deux filles, dont :
- Marie de Fournols, mariée le 9 mai 1576 à Espalion avec Antoine de Guitard, procureur du roi en la cour de M. le Sénéchal de Rouergue à Villefranche, dont plusieurs enfants.

### Famille de Méjanès

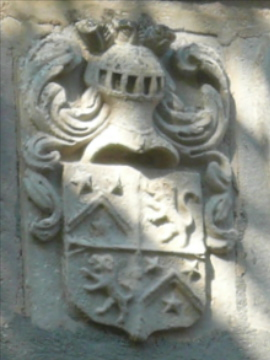
Armoiries de communauté Méjanès & Cassagnes.

- Gabrielle Mazières paraît avoir apporté vers 1555 le château de Larguiès à la famille de Méjanès lors de son mariage avec Arnaud de Méjanès, fils de Jean, seigneur de Méjanès, et d'Hélix de Labro. Arnaud de Méjanès est capitaine du château de Creissels où des habitants s'étaient réfugiés vers 1565 pour échapper aux persécutions des calvinistes[7]. De cette union sont issues au moins trois filles, Marguerite qui suit, Anne qui épouse Pierre de Vialettes et Françoise qui épouse Firmin II Barrau.
- Marguerite de Méjanès, apporte Larguiez à Louis de Cassagne, fils d'un bâtard de Jean de Cassagne, seigneur du Cayla-Moyrazès. Louis a dû faire des travaux au château de Larguiès dont il reste un  blason, aux armes de Méjanès écartelées au 2 et 3 avec un lion rampant aux armes de Cassagnes, sculpté dans une pierre placée au-dessus de la porte d'entrée. Ils ont pour fils : 
  - Bernardin de Cassagne de Larguiès marié le 14 août 1678 à  Rodez avec  Jean de Bonnafos de Scorailles, seigneur d'Aignac, fils d'Henri, seigneur de Bourran, et de Rose de Laparra.

On trouve que Raymond de Méjanès, seigneur du Bouyssou, est capitaine du château de Salles-Curan lorsqu'il épouse le 10 janvier 1574 Anne d’Azémar, fille de Guillaume d’Azémar, seigneur de Mosieys et de Delphine de Verfeil. Il teste le 2 mai 1611, en laissant deux fils.

### Famille de Gaston
- Bernard-Albert de Gaston (1692 - 1787), seigneur de Larguiez, fils de  Bernard de Gaston juge de Salmiech et de Barbe Rech, est avocat, conseiller de l'Élection de Rodez, anobli par le capitoulat en 1758. Il épouse le 21 septembre 1716 Jeanne de Balzac, fille d'Antoine de Balsac sieur de Vialatelle, qui lui donne neuf enfants, dont:
- Antoine de Gaston de Pollier (1718 - 1797), avocat en parlement, marié le 28 février 1748 à sa cousine  Marie-Thérèse de Balsac de Firmi. En 1771, il acquiert du  Marquis de Lignerac la baronnie de Landorre et le château de Salmiech où il s'installe.

## Visites
Visite guidée des extérieurs.